# Dänemark - armer Boden - reiches Land
Dänemark - armer Boden - reiches Land er en dansk dokumentarfilm fra 1965, der er instrueret af Tørk Haxthausen efter eget manuskript.

## Handling
Danmark har ikke særlig store arealer af god landbrugsjord, og Danmark har ingen råstoffer. Alligevel er det lykkedes at opbygge en stor eksport af landbrugsprodukter og ved import af råvarer at opbygge en stor eksport af industriprodukter.